# Gabriel I de Alejandría
Gabriel I de Alejandría fue Papa y Señor Arzobispo de la Gran Ciudad de Alejandría y Patriarca de toda África sobre el Santo Trono Ortodoxo y Apostólico de San Marcos el Evangelista y Santo Apóstol que es, en Egipto, Pentápolis, Libia, Nubia, Sudán, Etiopía, Eritrea y toda África.
| Predecesor: Miguel III | Papa de la Iglesia copta 910-921 | Sucesor: Cosme III |

- Datos: Q1263023